# Скерцо
Ске́рцо (итал. scherzo, дословно — «шутка») — часть симфонии, сонаты, квартета или самостоятельная музыкальная пьеса в живом, стремительном темпе, с острохарактерными ритмическими и гармоническими оборотами, в трёхдольном размере.
Первоначально небольшая инструментальная пьеса, с начала XIX века скерцо заняло прочное место в симфонии и сонате, вытеснив из них менуэт, и вместе с тем стало развиваться как самостоятельный жанр. С этого времени присутствует в большинстве традиционных симфоний как одна из средних частей.
Бесчисленные скерцо демонстрируют всевозможные оттенки музыкального юмора. Сложился целый комплекс приёмов, способный передавать такого рода замыслы: шутливые переклички мотивов, перебрасываемых из регистра в регистр или от одного инструмента к другому, всякого рода неожиданности — «сюрпризы», подача каких-либо простых явлений в необычном, кажущемся странным освещении или же их излом, смещение и т. д.
Скерцо плодотворно развивалось и вне сонатно-симфонического цикла. К высшим достижениям относятся четыре скерцо Шопена, содержание которых шире и серьёзнее обычного скерцозного.
Впоследствии скерцо приобрело минорную окраску.

## Известные скерцо
- Феликс Мендельсон. Скерцо из музыки к комедии Шекспира «Сон в летнюю ночь», оп. 61.
- Фредерик Шопен. 4 скерцо для фортепиано
- Поль Дюка. Симфоническая поэма «Ученик чародея».
- Дмитрий Дмитриевич Шостакович. Два скерцо для оркестра.
- Густав Малер. III часть Седьмой симфонии.
- Людвиг ван Бетховен. II часть Симфонии № 9.